# Seleção Porto-Riquenha de Basquetebol
A Seleção Porto-Riquenha de Basquetebol é a equipe que representa Porto Rico nas competições internacionais. É gerida pela Federación de Baloncesto de Puerto Rico, atualmente figura na 16ª posição do Ranking da FIBA.